# Дален (Саксонија)
Дален (њем. Dahlen) град је у њемачкој савезној држави Саксонија. Једно је од 36 општинских средишта округа Сјеверна Саксонија. Према процјени из 2010. у граду је живјело 4.843 становника. Посједује регионалну шифру (AGS) 14730060.

## Географски и демографски подаци
Дален се налази у савезној држави Саксонија у округу Сјеверна Саксонија. Град се налази на надморској висини од 158 метара. Површина општине износи 71,7 km². У самом граду је, према процјени из 2010. године, живјело 4.843 становника. Просјечна густина становништва износи 68 становника/km².